# Generador de soroll

Font de soroll basada en díodes Zener

Un generador de soroll és un circuit que produeix soroll elèctric (és a dir, un senyal aleatori). Els generadors de soroll s'utilitzen per provar senyals per mesurar la xifra de soroll, la resposta en freqüència i altres paràmetres. Els generadors de soroll també s'utilitzen per generar números aleatoris.
Teoria
Hi ha diversos circuits utilitzats per a la generació de soroll. Per exemple, resistències controlades per temperatura, díodes de buit amb limitació de temperatura, díodes zener i tubs de descàrrega de gas. Una font que es pugui encendre i apagar ("gated") és beneficiosa per a alguns mètodes de prova.
Els generadors de soroll solen basar-se en un procés de soroll fonamental com ara el soroll tèrmic o el soroll impulsiu.

## Generador de soroll tèrmic
El soroll tèrmic pot ser un estàndard fonamental. Una resistència a una temperatura determinada té associat un soroll tèrmic. Un generador de soroll pot tenir dues resistències a diferents temperatures i canviar entre les dues resistències. La potència de sortida resultant és baixa. (Per un 1 Resistència kΩ a temperatura ambient i un 10 Ample de banda kHz, la tensió de soroll RMS és de 400 nV).

## Generador de soroll impulsiu
Si els electrons flueixen a través d'una barrera, tenen temps d'arribada discrets. Aquestes arribades discretes presenten soroll impulsiu. El nivell de soroll de sortida d'un generador de soroll de tir es fixa fàcilment pel corrent de polarització de CC. Normalment, s'utilitza la barrera en un díode.
Els diferents circuits generadors de soroll utilitzen diferents mètodes per configurar el corrent de polarització de CC.
Els díodes de polarització inversa en avaria també es poden utilitzar com a fonts de soroll impulsiu. Els díodes reguladors de tensió són habituals, però hi ha dos mecanismes de ruptura diferents i tenen característiques de soroll diferents. Els mecanismes són l'efecte Zener i la ruptura d'allau.